# Торонто
Торонто (на английски: Toronto) е най-големият град в Канада и център на провинция Онтарио с градско население 2 794 356 души (2021) и 6 202 225 души (2021) в целия метрополис, което го прави петия по големина град в Северна Америка след Мексико Сити, Ню Йорк, Лос Анджелис и Чикаго. Градът се намира на северозападния бряг на езерото Онтарио, през което преминава границата между Съединените щати и Канада. Торонто е финансовият и икономически център на Канада, също така представлява и културен, здравен и изследователски център на страната.

## География
Намира се в Северна Америка, на брега на езеро Онтарио, провинция Онтарио.

## Население

### Преброявания
| Година | Градска част | Метрополна зона | Голямо Торонто |
| ------ | ------------ | --------------- | -------------- |
| 1834   | 9.254        | –               | –              |
| 1861   | 65.085       | 193.844         | –              |
| 1901   | 238.080      | 440.000         | –              |
| 1951   | 1.117.470    | 1.262.000       | –              |
| 1971   | 2.089.728    | 2.628.045       | –              |
| 1976   | 2.124.295    | 2.803.101       | –              |
| 1981   | 2.137.380    | 2.998.947       | –              |
| 1986   | 2.192.721    | 3.733.085       | –              |
| 1991   | 2.275.771    | 3.893.933       | 4.235.756      |
| 1996   | 2.385.421    | 4.263.759       | 4.628.883      |
| 2001   | 2.481.494    | 4.682.897       | 5.081.826      |
| 2006   | 2.503.281    | 5.113.149       | 5.555.912      |

### Българска общност
Торонто е градът с най-голямата българска общност в Канада, наброяваща между 15 и 25 хиляди души. В града има 3 български православни храма („Св. св. Кирил и Методий“, „Свети Георги“ и „Света Троица“), културно-информационен център и няколко български заведения. Много българи живеят в района на Пейп енд Данфърт (Pape and Danforth) в така наречения Гръцки квартал (Greek Town).
В града в различно време са основани и съществували редица български организации като Благотворително дружество „Желево“, Благотворително дружество „Ощима“, Загорицко спомагателно дружество „Мир“, Смърдешко благотворително братство „Св. Врач“, МПО „Правда“, МПО „Любен Димитров“, МПО „Победа“ и МПО „Швейцария на Балканите“.

## Управление

### Побратимени градове
Торонто е побратимен град със следните градове:
- Чунцин, Китай. През май 2006 година Чунцин и Торонто подписват три търговски договора в размер на 50 млн. долара.[7] Партньорството между двата града съществува от 1986 година.
- Чикаго, САЩ. През 1991 година Арт Егълтън, 59-ияткмет на Торонто, подписва договор за партньорство с градоначалника на Чикаго Ричард М. Дейли
- Франкфурт, Германия.[8]

## Икономика
Торонто е голям международен бизнес и финансов център. Също така е финансовата столица на Канада. Фондовата борса в Торонто е на седмо място в света по пазарна капитализация. Централните офиси на петте най-големи канадски банки се намират в Торонто. Международното летище Торонто Пиърсън е най-натовареното летище в Канада и 29-о в света, обработвайки 28 милиона пътници (2004).

## Образование
Университетът на Торонто (University of Toronto), най-големият университет в Канада, е основан през 1827 г. Йоркският университет (York University), също Йорк Юнивърсити или само Йорк, третият по големина университет в Канада, е основан през 1959 г. и се намира в северозападната част на града. В Торонто се намират и Университетът Райърсън (Ryerson University), OCAD Юнивърсити (Ontario College of Art and Design University) и Университетът Гуелф-Хъмбър.

## Медия
Торонто е добре обслужван от медията, включвайки английски телевизии, вестници, радио станции и списания. Има четири ефирни английски телевизионни станции: CBMT-DT (CBC Television), CFCF-DT (CTV), CKMI-DT (Global) and CJNT-DT(City), както и една ефирна френска телевизионна станция: CBFT-DT (Radio-Canada)
Торонто има четири ежедневни вестника: английските Toronto Star, The Globe and Mail, National Post и Toronto Sun. Съществуват и два английски ежедневника, които се раздават безплатно: Metro Toronto и 24 Hours. Торонто има множество ежеседмични таблоиди и обществени вестници обслужващи различни квартали, етнически групи и училища.

## Инфраструктура
Торонтското Метро е метросистемата, обслужваща града.

## Култура
Най-голямата забележителност в града е кулата Си Ен Тауър, която е висока 553,33 метра и от откриването си на 26 юни 1976 година до 2007 година е най-високата свободностояща конструкция в света.
Друга голяма забележителност в Торонто е най-дългата улица в света Йънг стриит (Yonge Street), която започва от брега на езерото Онтарио и разделя града на източна и западна част. Улицата е централна в Торонто и продължава на север с няколко извивки, достигайки до река Рейни ривър в Онтарио. Сред другите забележителности в града са Хокейната стена на славата, централният площад Дъндас скуеър (Dundas), огромният мол Ийтън сентър, квартал Йорквил, улицата на изкуствата Куийн стрийт уест, историческата местност Дистилъри дистрикт и др.
Интересни са и улиците, разделени по различни народности, като Италианския квартал (Колидж стрийт уест (College), Гръцкия квартал (Дъ Данфорт (Danforth), Китайския квартал (Спадайна стрийт (Spadina), Индийския квартал (Джерард стрийт ийст (Gerard), Арабския квартал (Виктория Парк (Victoria Park), Еврейския квартал (Батърст стрийт (Bathurst), Португалския квартал (Дъндас стрийт уест (Dundas), Полския квартал (Хай Парк (High Park), Украинския квартал (Хай Парк (High Park) и други.

### Спорт
- Торонто Мейпъл Лийфс, клуб от НХЛ.
- Торонто Раптърс, баскетболен отбор от НБА.
- Торонто ФК, професионален футболен клуб от Мейджър Лийг Сокър.
- Торонто Блу Джейс, отбор от Мейджър Лийг Бейзбол.
- Роджърс център, първият стадион в света с подвижен покрив и възможности за пълно покриване на съоръжението.
- Еър Канада Център, многоцелева закрита спортна арена.
- Роджърс Къп, международен турнир по тенис от Сериите Мастърс.

## Известни личности
Родени в Торонто
- Наташа Негованлис (р.1990), актриса
- Алън Брадли (р. 1938), писател
- Лора Вандервурт (р. 1984), актриса
- Едуард Вик (р. 1958)
- Франк Гери (р. 1929), архитект
- Роб Гонсалвес (р. 1959), художник
- Глен Гулд (1932 – 1982), пианист
- Райън Гяки (р. 1985), футболист
- Стивън Ериксън (р. 1959), писател
- Майкъл Игнатиев (р. 1947), политик
- Нийл Йънг (р. 1945), музикант
- Тед Кочев (1931 – 2025), режисьор
- Дейвид Кронънбърг (р. 1943), режисьор
- Брук Невин (р. 1982), актриса
- Мери Пикфорд (1892 – 1979), актриса
- Джеймс Ранди (р. 1928), илюзионист
- Кармен Силвера (1922 – 2002), актриса
- Стивън Харпър (р. 1959), политик
- Хауърд Шор (р. 1946), композитор
- Хенри Черни (р. 1959), актьор
- Триш Стратъс (р. 1975), кечистка
- Шон Мендес (р.1998), певец

Починали в Торонто
- Олга Александровна (1882 – 1960), руска княгиня
- Петър Ацев (1903 – 1982), български общественик
- Нуни Нанев (1908 – 1993), български певец
- Никола Георгиевски (1922 – 2000), политик от Социалистическа република Македония, министър

Други
- Андреас Папандреу (1919 – 1996), гръцки политик, преподава икономика през 1969 – 1974

Кметове на Торонто
- Дейвид Милър, канадски политик, кмет на Торонто през 2003 – 2010
- Роб Форд, канадски политик, кмет на Торонто през 2010 – 2014
- Джон Тори, канадски политик, кмет на Торонто през 2014 -

## Фотогалерия
- Магистралата Гардинър в центъра на Торонто
- Стадион „БМО Фийлд“ на футболния отбор Торонто ФК
- Стадион „БМО Фийлд“ на футболния отбор Торонто ФК
- Стадион „БМО Фийлд“ на футболния отбор Торонто ФК
- Роджърс център през нощта
- Поглед отгоре при закрит купол към Роджърс център
- Поглед на стадиона от кулата към Роджърс център
- Мач на бейзболния отбор Торонто Блу Джейс в Роджърс център
- Мач на баскетболния отбор Торонто Раптърс в Еър Канада Център
- Мач на хокейния отбор Торонто Мейпъл Лийфс в Еър Канада Център
- Мач на Торонто Раптърс в Еър Канада Център
- Роджърс Къп в Рексал център в Йорк юнивърсити, Торонто